# Асаад бин Тарик
Аса́ад бин Тари́к Аль Саи́д (араб. أسعد بن طارق علي سعيد‎; род. 20 июня 1954, Маскат) — брат султана Омана Хейсама бен Тарика, заместитель премьер-министра (с 2017 года).

## Биография

### Происхождение и образование
Асаад бин Тарик Аль Саид родился 20 июня 1954 года в Маскате в семье Тарика бен Теймура и его супруги Шаваны бинт Хамуд Аль Бусайди. Он один из внуков султана Теймура бин Фейсала. Получил образование в школе Аль-Саидийя и школе Миллфилд (Сомерсет).
Закончил Королевская военная академия в Королевскую военную академию в Сандхерсте.

### Карьера
В 1990-х годах в звании бригадного генерала командовал танковым корпусом. В 2002 году был назначен специальным представителем султана Кабуса бен Саида и рассматривался в качестве одного из возможных его преемников. Он является бизнесменом и управляет несколькими компаниями, среди которых Asad Investment Company, которая действует как его личный инвестиционный инструмент. Его состояние, согласно некоторым данным оценивается в 1 миллиард долларов США. 
В марте 2017 года султан Кабус назначил его заместителем премьер-министра по связям и международному сотрудничеству. Назначение на эту должность, как сообщалось, сделало его возможным преемником Кабуса, но после его смерти в январе 2020 года новым султаном согласно завещанию Кабуса стал брат Асаада — Хейсам.

### Семья
Женат на Наиме бинт Бадр аль-Бусаиди. У пары есть один сын Таймур (род. 1980)